# Argentan
Argentan è un comune francese di 15 082 abitanti situato nel dipartimento dell'Orne nella regione della Normandia.
È sede di sottoprefettura.

## Infrastrutture e trasporti

### Ferrovie
La stazione ferroviaria principale della città è la Stazione di Argentan.

## Società

### Evoluzione demografica
Abitanti censiti

## Amministrazione

### Gemellaggi
- Baja
- Abingdon-on-Thames
- Rotenburg an der Fulda
- San Marco Argentano